# Klint baltico

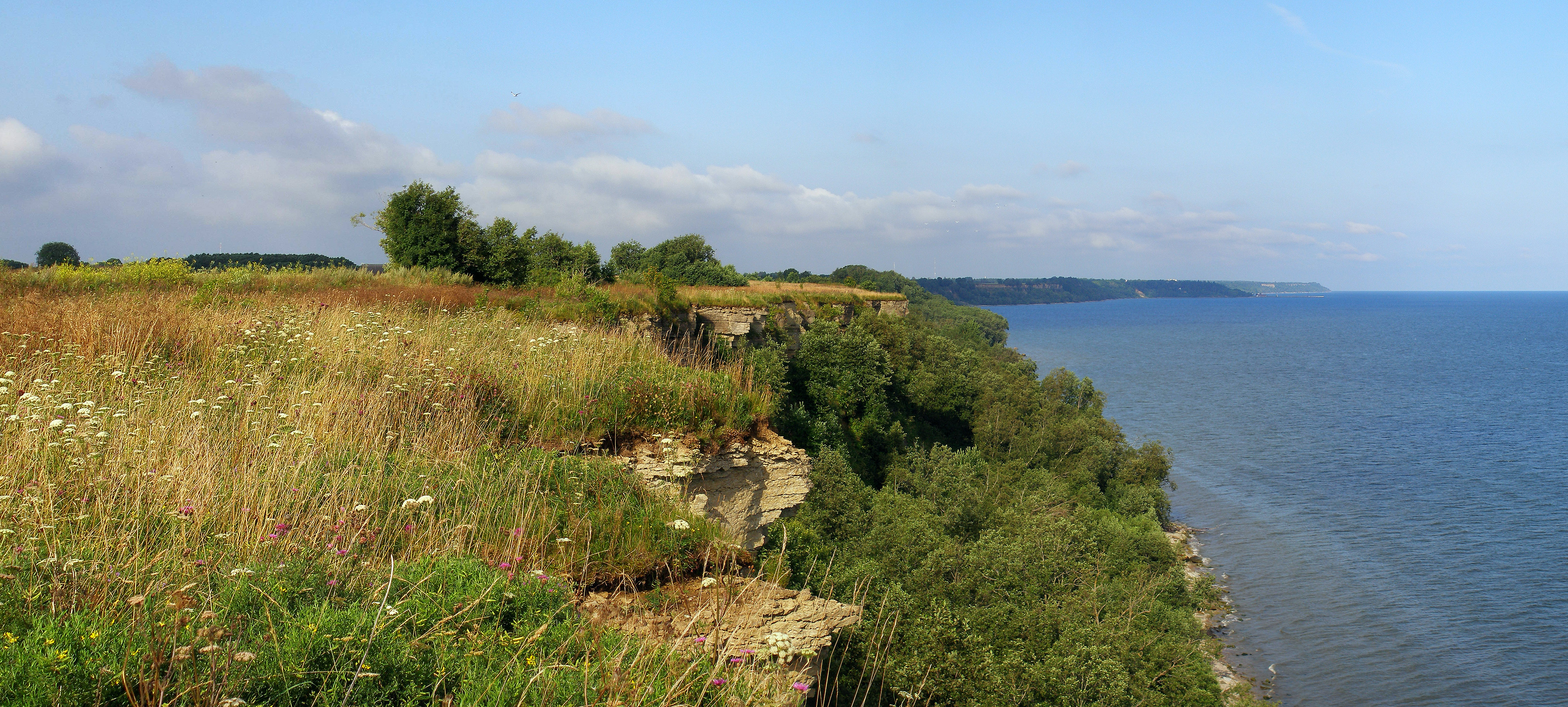
Klint baltico nella Contea di Ida-Viru, Estonia

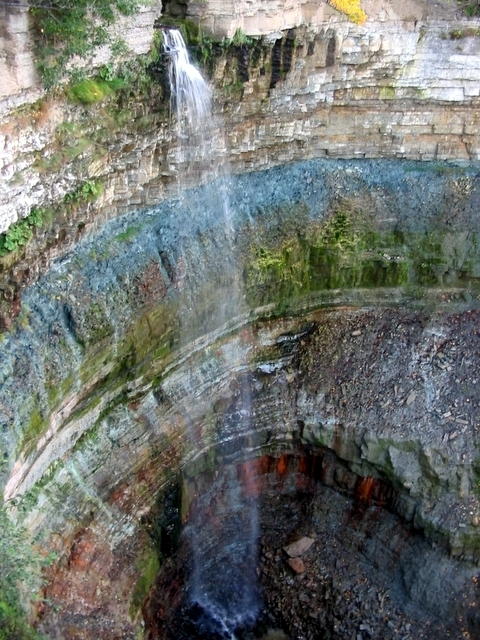
Cascata Valaste

Il Klint baltico (noto anche come Clint o Glint; in estone Balti klint; in svedese Baltiska klinten; in russo Балтийско-Ладожский уступ?, Baltijsko-Ladožskij ustup o anche Глинт, Glint) è una scarpata calcarea alluvionale presente in diverse isole del Mar Baltico, in Estonia e nell'Oblast' di Leningrado in Russia.

## Estensione

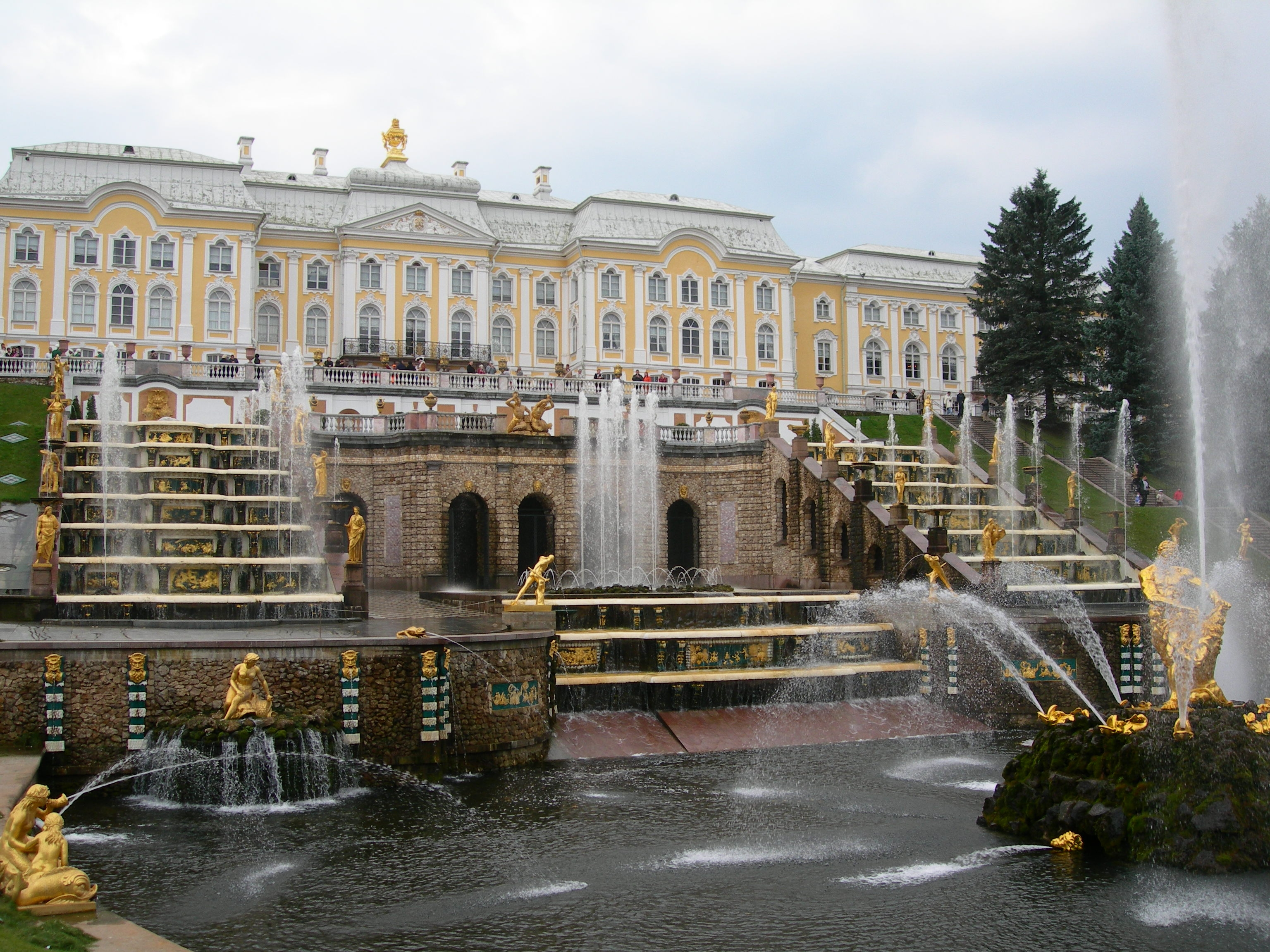
La reggia di Peterhof situato sul Klint baltico, così come numerosi edifici nei dintorni di San Pietroburgo

Si estende circa 1.200 km dall'isola di Öland in Svezia attraverso la piattaforma continentale e le isole estoni di Osmussaar e Suur-Pakri a Paldiski, quindi lungo la sponda meridionale del Golfo di Finlandia e il fiume Neva per la zona a sud del Lago Ladoga in Russia, dove scompare sotto depositi di sedimenti più giovani. La scogliera raggiunge i 55,6 m sul livello del mare al massimo a Ontika, Kohtla, nella Contea Ida-Viru dell'Estonia. Esso è tagliato da numerosi corsi d'acqua (tra cui i fiumi Narva, Luga, Izhora, Tosna), molti dei quali formano cascate e rapide. La cascata Valaste (nella Parrocchia di Kohtla) è la più alta (25 m). Il Klint baltico era presente anche sul retro della banconota da 100 corone.